# Fernando Ruiz de Castro y Portugal
Fernando Ruiz de Castro y Portugal (Segovia, 11 de julio de 1505 - Madrid, 19 de julio de 1575), I marqués de Sarria, IV conde de Lemos y mayordomo mayor de Juana de Austria.

## Biografía
Nacido el 11 de julio de 1505 en la ciudad de Segovia, Fernando era el primogénito de Beatriz de Castro Osorio, III condesa de Lemos, y de Dinís de Portugal —hijo de Fernando II, duque de Braganza, y de su segunda esposa, Isabel de Viseu —. Desde muy joven su madre lo comprometió con Teresa de Andrade Zúñiga y Ulloa —hija del II conde de Villalba Fernando de Andrade das Mariñas—. El enlace se efectuó en Puentedeume el 21 de septiembre de 1523, pero duró solo unos pocos años, pues Teresa fallecería repentinamente en octubre de 1528.
El 1 de mayo de 1543 el monarca Carlos I le concedió el título de marqués de Sarria. Participó en las campañas bélicas de Italia, donde parece haber pasado grandes penurias, a razón de las cuales se le autorizó empeñar hasta 50.000 maravedíes de juro situados en rentas de la ciudad de Betanzos. También se enroló en las campañas de Argel.
En 1553 fue designado para servir como embajador en Roma, donde se dedicó a suavizar la animosidad del papa contra los españoles (a quienes quería expulsar de Italia). En este sentido, llegó a negociar la libertad del prior Santaflor, que había logrado que dos galeras francesas pasasen al servicio de España, y luego evitó que el papa Pablo IV siguiese conspirando con el enemigo para facilitarle a éste la toma de Nápoles.
En 1570, con la muerte de su madre Beatriz, sucedió en la Casa familiar heredando el condado de Lemos. Por esos años ya asistía a la Corte, donde se desempeñaba como mayordomo mayor de Juana de Portugal, infanta de España. Con la muerte de ésta, su vida se oscureció. Falleció el 19 de julio de 1575, en Madrid, y siguiendo la disposición testamentaria que hizo, fue enterrado junto a su mujer en la conventual franciscana de Lugo, aunque luego fue trasladado al Monasterio de San Vicente del Pino, en su villa de Monforte, a la cual benefició con diversas fundaciones.

## Matrimonio y descendencia
Casó a temprana edad con Teresa de Andrade Zúñiga y Ulloa, y nacieron de este enlace:
- Pedro Fernando Ruiz de Castro Andrade y Portugal, que sucedió en la casa de Lemos;
- Nuño, fallecido en la infancia.
- Francisca, casada con Rodrigo Jerónimo de Portocarrero, IV conde de Medellín;
- Isabel, poetisa casada con Rodrigo de Moscoso, IV conde de Altamira.

Fuera del matrimonio, Fernando dejó además a Dinís, Rodrigo, María y Polonia.